# مایکل اومانیا
مایکل اومانیا (اسپانیایی: Michael Umaña‎؛ زاده ۱۶ ژوئیهٔ ۱۹۸۲) بازیکن سابق فوتبال اهل کاستاریکا است.
وی همچنین در تیم ملی فوتبال کاستاریکا بازی کرده‌است.
وی در مرداد ۱۳۹۳ به عنوان تنها بازیکنی که در یک چهارم نهایی جام جهانی بازی کرده به باشگاه فوتبال پرسپولیس تهران پیوست.